# Piovana
La Piovana è una commedia della terza fase scrittoria del Ruzante, fase più classicheggiante. Il classico viene applicato al dialetto padovano. Nel prologo Ruzante afferma di non voler usare la lingua antica poiché è dei morti, la lascia a loro, solamente la riprende adattandola per i vivi.
Databile intorno al 1532, è una rielaborazione del Rudens ("Il canapo"), dell'autore latino Plauto.